# Алайош Кешерю
Алайош Кешерю (угор. Alajos Keserű, 8 березня 1905 — 3 травня 1965) — угорський ватерполіст.
Учасник Олімпійських Ігор 1924, 1928, 1932 років.
Олімпійський чемпіон 1932 року.
Срібний призер Олімпійських ігор 1928 року.